# Johan Bojer
Johan Bojer (Orkdalen, 6. ožujka 1872. – Oslo, 3. srpnja 1959.), norveški književnik.

## Životopis
Stekao je glas kao pripovjedač i izvan Norveške, naročito u Americi. Napisao je djela političkog sadržaja Et Folketog (Pokret naroda), Den evige Krigeri, Store hunger (Velika glad) i Verdens Ansigt (Naličje svijeta), gdje prikazuje slike iz velikog rata. U romanu Posljednji Viking opisuje pomorski i ribarski život Norvežana (1912). Roman je uz neke druge preveden i na hrvatski (Zabavna biblioteka, Zagreb). Napisao je i drame Teodorus, Brutus i dr. Njegovom zaslugom podignuto je u Oslu novo kazalište.